# 利福德
利福德（英语：Lifford；爱尔兰语：Leifear），是爱尔兰多尼戈尔郡的一个城镇。镇区人口1658（2011年）。该城镇为多尼戈尔郡郡治。